# Atlantic Records
A Atlantic Records (Atlantic Recording Corporation) é uma gravadora norte-americana, mas que também pertence a Warner Music Group. Foi fundada em 1947 por Ahmet Ertegün e Herb Abramson, seu principal foco era o jazz e o R&B. Em 1955 comandado por Nesuhi Ertegün a divisão de jazz foi responsável por lançamentos de Charles Mingus e John Coltrane, anos depois Joel Dorn ocupou essa posição. A Atlantic Records revelou o mega astro Ray Charles.
Diversas pequenas gravadoras foram adquiridas e criadas pela Atlantic, a Atco Records começou em 1955, com Herb Abramson. A Spark Records (gravadora de Jerry Leiber e Mike Stoller) foi adquirida em Novembro de 1955. Outras gravadoras, incluindo a Lava Records e a 143 Records entraram para o grupo da Atlantic Records. Em 1967 a Atlantic Records foi comprada pela Warner Bros.

## Artistas

### Principais Artistas[2][3]
- Akon (Konvict Kartel/Atlantic)

- Alec Benjamin
- Ally Brooke
- Bruno Mars
- Cardi B
- Cash Cash (Big Beat/Atlantic Records)
- Charlie Puth
- Charli xcx
- Clean Bandit
- Coldplay (US)
- David Guetta
- Debbie Gibson
- Ed Sheeran
- Flo Rida (Poe Boy/Atlantic)
- Galantis
- Hayley Kiyoko
- Icona Pop (TEN/Big Beat/Atlantic)
- Jack Ü
- Jacquie Lee
- Jasmine Thompson
- Jason Mraz
- Jess Glynne (Black Butter/ Atlantic)
- Jill Scott
- JoJo
- K. Michelle
- Kap G
- Katy Tiz
- Kehlani
- Kaleo
- Kelly Clarkson
- Kevin Gates
- Kiiara
- Laura Pausini
- Led Zeppelin
- Martin Solveig
- Melanie Martinez
- Metronomy
- Migos
- Noa Kirel
- Paramore (Fueled By Ramen/Atlantic)
- Ray Charles
- Rita Ora
- Robin Schulz
- Rosé
- Shoreline Mafia
- Sia
- Skid Row
- Savatage
- Skillet
- Skrillex
- Trey Songz (Songbook/Atlantic)
- Twenty One Pilots (Fueled by Ramen/Atlantic)
- Ty Dolla $ign (Taylor Gang/Pu$haz Ink/Atlantic)
- Wallows
- Weezer (Crush Music/Atlantic)
- Wiz Khalifa (Rostrum Records/Atlantic)
- Why Don't We
- YoungBoy Never Broke Again
- Young Thug (300/YSL/Atlantic)